# Бакли, Роберт
Ро́берт Эрл Ба́кли (англ. Robert Earl Buckley, род. 2 мая 1981) — американский актёр и модель, наиболее известный своими ролями в телесериалах «Помадные джунгли», «Холм одного дерева» и «Парк авеню, 666».

## Ранняя жизнь
Роберт Эрл Бакли родился в Клермонт, штат Калифорния в колледж-таун в округе Лос-Анджелес. Он получил профессию экономиста в Калифорнийском университете в Сан-Диего и после некоторое время работал экономическим консультантом. Позже он переехал в Лос-Анджелес чтобы начать карьеру актёра и начал появляться на телевидении.

## Карьера
Бакли дебютировал как актёр в низкобюджетном фильме «Когда звонит убийца» в 2006 году. Позже он получил постоянную роль в телесериале «Дом моды», а в следующем году снялся в другом недолгом сериале — «Американская наследница». В 2008 году он снялся в фильме канала Lifetime «Флирт с сорокалетней», где сыграл роль молодого друга героини Хизер Локлир.
Бакли наиболее известен по роли Кирби Этвуда, молодого бойфренда героини Ким Рейвер в телесериале «Помадные джунгли», где он снимался в 2008—2009 годах, и Клейтона Эванса в «Холм одного дерева», где он снимался с 2009 по 2012 год, до финала сериала. В 2012 году он получил одну из главных ролей в телесериале канала ABC «Парк авеню, 666», который был закрыт после одного сезона из-за низких рейтингов. С 2015 года снимается в сериале «Я — зомби» в роли Мэйджора Лилиуайта. В 2017 году сыграл в телесериале «Измерение 404».